# Heavy Cross
Heavy Cross – pierwszy singel z albumu Music for Men amerykańskiej grupy Gossip. Został wydany w USA 28 kwietnia 2009, w Wielkiej Brytanii wydanie nastąpiło 15 czerwca 2009. Do utworu nagrano również teledysk.

## Lista utworów

### Australia CD
1. "Heavy Cross" (Radio Edit)
2. "Heavy Cross"
3. "Heavy Cross" (Fred Falke Remix)
4. "Heavy Cross" (Burns Remix)

### UK CD
1. "Heavy Cross"
2. "Heavy Cross" (Fred Falke Remix)

## Wykonawcy
- Beth Ditto – wokal
- Brace Paine – gitara, gitara basowa
- Hannah Blilie – perkusja

## Pozycje na listach
| Lista                         | Najwyższa pozycja |
| ----------------------------- | ----------------- |
| Australia Singles Top 50      | 34                |
| Australian ARIA Singles Chart | 88                |
| Austria Singles Top 75        | 16                |
| Belgium Singles Top 50        | 6                 |
| Dutch Top 40                  | 31                |
| Germany Singles Top 100       | 2                 |
| Ireland Singles Top 50        | 28                |
| Italy Singles Top 50          | 8                 |
| Swiss Singles Top 100         | 18                |
| UK Singles Top 75             | 37                |